# ストークスの定理
ストークスの定理（ストークスのていり、英: Stokes’ theorem）は、ベクトル解析の定理のひとつである。3次元ベクトル場の回転を閉曲線を境界とする曲面上で面積分したものが、元のベクトル場を曲面の境界である閉曲線上で線積分したものと一致することを述べる。定理の名はイギリスの物理学者ジョージ・ガブリエル・ストークスに因む。ベクトル解析におけるグリーンの定理、ガウスの定理、ストークスの定理を、より一般的な向きづけられた多様体上に拡張したものも、同様にストークスの定理と呼ばれる。微分積分学の基本定理の、多様体への拡張であるともいえる。

## ストークスの定理
ベクトル解析におけるストークスの定理は、ベクトル場の回転を曲面上で面積分したものが、元のベクトル場を曲面の境界で線積分したものに一致することを述べたものであり、以下のように記述される。
{\displaystyle \iint _{S}(\nabla \times {\boldsymbol {A}})\cdot \mathrm {d} {\boldsymbol {S}}=\int _{\partial S}{\boldsymbol {A}}\cdot \mathrm {d} {\boldsymbol {l}}}
ここで S は積分範囲の面、∂S はその境界の曲線である。

ストークスの定理を用いることで、電磁気学ではマクスウェルの方程式からアンペールの法則などを導くことができる。

### 歴史
この定理が現れたのは、イギリスの物理学者ウィリアム・トムソン（ケルビン卿）がジョージ・ガブリエル・ストークス宛てに送った手紙が最初だとされる。1850年7月2日の手紙の追伸で、トムソンはこの定理を記している。また、ストークスは1854年にこの定理をケンブリッジ大学でのスミス賞の試験問題と出題しており、印刷された形が現れるのはこれが最初である。ケンブリッジ大学のルーカス教授職であったストークスはスミス賞の問題作成に携わっており、1854年2月の試験の中で、8番目の問題として、次の形で与えた。
電磁気学への貢献で知られるジェームズ・クラーク・マクスウェルは、当時、ケンブリッジ大学の学生であり、この試験を受け、エドワード・ラウスともにスミス賞を受賞している。後にマクスウェルはこの定理の由来をストークスに尋ね、1873年の著作『電気磁気論』の中でこの定理を記した。マクスウェルはベクトル解析を扱った序章の中でストークスの定理を証明とともに載せ、参考文献として、ストークスのスミス賞の試験問題を挙げている。最初にストークスの定理に証明を与えたのはドイツの数学者ヘルマン・ハンケルである。ベルンハルト・リーマンの学生であったハンケルは1861年に曲面がz=z(x, y)の形で表せる特別な場合にグリーンの定理を適用し、ストークスの定理を証明した。より一般的な場合についての証明は、トムソン自身が1867年に出版されたピーター・ガスリー・テイトとの共著『自然哲学論考』の中で与えている。当初、ストークスの定理は3つの関数の組に対する形で表現されていたが、テイトは1870年に四元数による形式で書き直した。前述のマクスウェルの著作『電気磁気論』においても、ストークスの定理は四元数の形式で記述されている。これらの四元数で表現されていたストークスの定理を現代的なベクトルの記法で書き直したのは、米国の物理学者ウィラード・ギブズや英国の物理学者オリヴァー・ヘヴィサイドであり、1880年代に入ってからのことである。

### 応用

#### アンペールの法則
ストークスの定理の応用の一つして、電磁気学におけるマクスウェル方程式からのアンペールの法則の導出がある。時間に依存しない静電場E、静磁場Bを考える。このとき、電荷密度は定数であり、電流は定常状態にある。この場合、静磁場Bは時間に依存しないマクスウェル方程式
{\displaystyle {\begin{aligned}\nabla \cdot {\boldsymbol {B}}&=0\\\nabla \times {\boldsymbol {B}}&=\mu _{0}{\boldsymbol {j}}\end{aligned}}}
を満たす。但し、μ0 は真空の透磁率、j は電流密度である。ここで、任意の閉曲線 ∂S に沿って、静磁場 B の線積分を行えば、ストークスの定理より、∂S を境界とする曲面 S に対し、
{\displaystyle \oint _{\partial S}{\boldsymbol {B}}\cdot \mathrm {d} {\boldsymbol {l}}=\iint _{S}(\nabla \times {\boldsymbol {B}})\cdot \mathrm {d} {\boldsymbol {S}}}
が成り立つ。右辺を前述の静磁場と電流密度の関係式を用いて、書き換えれば、
{\displaystyle \oint _{\partial S}{\boldsymbol {B}}\cdot \mathrm {d} {\boldsymbol {l}}=\mu _{0}\iint _{S}{\boldsymbol {j}}\cdot \mathrm {d} {\boldsymbol {S}}}
を得る。右辺の電流密度の面積分は閉曲線 S を貫いて流れる電流 I∂S に対応しており、
{\displaystyle \oint _{\partial S}{\boldsymbol {B}}\cdot \mathrm {d} {\boldsymbol {l}}=\mu _{0}I_{\partial S}}
が成り立つ。このある曲面を貫いて流れる電流 I∂S とその周囲に発生する静磁場を結ぶ関係をアンペールの法則と呼ぶ。

#### ファラデーの電磁誘導の法則
電磁気学におけるストークスの定理の別の応用例として、マクスウェル方程式からのファラデーの電磁誘導の法則の導出がある。空間に固定された閉曲線 ∂S に沿った誘導起電力は
{\displaystyle {\mathcal {E}}=\oint _{\partial S}E\cdot \mathrm {d} {\boldsymbol {l}}}
で定義される。∂S を境界とする曲面 S に対し、ストークスの定理を適用すれば、
{\displaystyle {\mathcal {E}}=\iint _{S}(\nabla \times {\boldsymbol {E}})\cdot \mathrm {d} {\boldsymbol {S}}}
となる。右辺の被積分関数にマクスウェル方程式
{\displaystyle \nabla \times {\boldsymbol {E}}=-{\frac {\partial {\boldsymbol {B}}}{\partial t}}}
を適用すれば、
{\displaystyle {\mathcal {E}}=-\iint _{S}{\frac {\partial {\boldsymbol {B}}}{\partial t}}\cdot \mathrm {d} {\boldsymbol {S}}=-{\frac {\mathrm {d} }{\mathrm {d} t}}\iint _{S}{\boldsymbol {B}}\cdot \mathrm {d} {\boldsymbol {S}}}
と表せる。ここで、右辺の磁場 B の面積分は磁束 ΦB であり、
{\displaystyle {\mathcal {E}}=-{\frac {\mathrm {d} }{\mathrm {d} t}}\Phi _{B}}
が成り立つ。この誘電起電力が磁束の時間変化で与えられるという関係をファラデーの電磁誘導の法則と呼ぶ。

### 微分形式による表現
多様体における微分形式の理論を用いれば、ストークスの定理を洗練された形式で表現できるともに、背後に存在する一般化された定式化を示唆する。ベクトル場の線積分は1形式の積分、ベクトル場の回転の面積分は2形式の積分で書き表すことができ、ストークスの定理は
{\displaystyle {\begin{aligned}&\int _{S}{\biggl (}{\frac {\partial R}{\partial y}}-{\frac {\partial Q}{\partial z}}{\biggr )}\mathrm {d} y\wedge \mathrm {d} z+{\biggl (}{\frac {\partial P}{\partial z}}-{\frac {\partial R}{\partial x}}{\biggr )}\mathrm {d} z\wedge \mathrm {d} x+{\biggl (}{\frac {\mathrm {d} Q}{\partial x}}-{\frac {\partial P}{\partial y}}{\biggr )}\mathrm {d} x\wedge \mathrm {d} y\\&=\int _{\partial S}P\mathrm {d} x+Q\mathrm {d} y+R\mathrm {d} z\end{aligned}}}
となる。線積分における1形式をあらためて、
{\displaystyle \omega =P\mathrm {d} x+Q\mathrm {d} y+R\mathrm {d} z}
とすると、ω に外微分を作用させた dω は
{\displaystyle \mathrm {d} \omega ={\biggl (}{\frac {\partial R}{\partial y}}-{\frac {\partial Q}{\partial z}}{\biggr )}\mathrm {d} y\wedge \mathrm {d} z+{\biggl (}{\frac {\partial P}{\partial z}}-{\frac {\partial R}{\partial x}}{\biggr )}\mathrm {d} z\wedge \mathrm {d} x+{\biggl (}{\frac {\mathrm {d} Q}{\partial x}}-{\frac {\partial P}{\partial y}}{\biggr )}\mathrm {d} x\wedge \mathrm {d} y}
であり、面積分に現れる2形式に一致する。したがって、ストークスの定理は
{\displaystyle \int _{S}\mathrm {d} \omega =\int _{\partial S}\omega }
と表すことができる。

## 微分形式による一般化
境界付き多様体上の微分形式に対する一般化されたストークスの定理は次のように定式化される。
{\displaystyle \int _{M}\mathrm {d} \omega =\int _{\partial M}\omega .}
ここに、M は向きの付いたn次元多様体であり、ωは M 上の（少なくとも C1 級の）(n − 1) 次微分形式でコンパクトな台を持つものとする。∂Mは M の境界を、dω は ω の外微分を表している。∂M には M の構造から誘導される (n − 1) 次元向きつき多様体の構造が入る。
この定理は「ある量(微分形式)の微分を特定の領域で積分した値は、境界で元の量を評価（積分）することによっても得られる」と解釈でき、微積分学の基本定理の自然な拡張になっている。実際、M が区間（1次元多様体）[a, b] で f(x) が M 上の微分可能な関数のとき、ω として 0次微分形式  f(x) を考えれば ∂M = {a, b} 上での ω の積分は f(b) − f(a) となり、一方 M 上での dω = f′(x) dx の積分は {\textstyle \int _{a}^{b}f'(x)\mathrm {d} x} となって普通の意味での微積分学の基本定理が得られる。